# Смотрицкий, Шимон Григорьевич
Шимон Григорьевич Смотрицкий (род. 22 августа 2000) — израильский боец смешанных единоборств, лучший спортсмен-юниор Израиля (2017), чемпион мира по бразильскому джиу-джитсу среди юниоров. Выступает в лиге Bellator. В смешанных единоборствах провёл шесть поединков, во всех одержал победы.

## Биография
Родился в Израиле в городе Холон.
Отец Григорий Михайлович Барвиш родился в Санкт-Петербурге, мать Инесса Олеговна Смотрицкая родилась в Запорожье.
В 2000-х семья переехала из России в Израиль. В четыре года отец отдал Шимона в секцию джиу-джитсу. В 13 лет старший брат Артём привёл Шимона в секцию бокса, Через год Шимон перешёл в лучший клуб Израиля по ММА и продолжил тренировки по джиу-джитсу, а также начал выступать на любительских соревнованиях. В 14 лет выиграл Чемпионат Израиля по бразильскому джиу-джитсу.
В 15 лет Шимона пригласили тренироваться в секцию ММА. Спустя месяц тренировок он впервые принял участие в соревнованиях по ММА и одержал победу.
Настоящее имя Шимона — Семён, которое он получил в России, но после переезда в Израиль семья решила сменить сыну имя. Сменил шесть школ, так как у семьи были постоянные переезды.

## Любительская карьера
Семикратный чемпион Израиля по бразильский джиу джитсу в разделах GI и No-GI.
Трёхкратный чемпион Европы по юниорам.
Чемпион мира по юниорам по бразильском джиу-джитсу.
Чемпион Израиля по кикбоксингу.

## Профессиональная карьера
Впервые дебютировал в профессиональной клетке в 2016 году, в возрасте 16 лет. Бой против Надава Ганона прошёл в Израиле, Шимон одержал победу техническим нокаутом.
К 17 годам он одержал четыре победы, однако развития в своей стране он не видел, поэтому решил найти тренировочную площадку в Европе.
В Ирландии он вступил в команду SBG и дебютировал в промоушене Bellator. Первый бой под эгидой промоушена прошёл в Израиле. Его противником был Леви Матана, Шимон забрал победу решением судей.
Спустя год боец переехал в Екатеринбург, где присоединился к команде «Архангел Михаил». В 2019 году второй раз выступил на турнире Bellator, техническим нокаутом выиграл у Ильи Гладкого.

## Статистика профессиональных боев
| Боёв 6   | Побед 6 | Поражений 0 |
| -------- | ------- | ----------- |
| Нокаутом | 3       | 0           |
| Сдачей   | 1       | 0           |
| Решением | 2       | 0           |

| Результат | Рекорд | Соперник       | Способ                                   | Турнир                                | Дата             | Раунд | Время | Место                                     | Примечание             |
| --------- | ------ | -------------- | ---------------------------------------- | ------------------------------------- | ---------------- | ----- | ----- | ----------------------------------------- | ---------------------- |
| Победа    | 5-0    | Илья Гладкий   | Технический нокаут (удары)               | Bellator 234 — Kharitonov vs. Vassell | 15 ноября 2019   | 1     | 2:10  | Дворец Менора-Мивтахим Тель-Авив, Израиль | Бой в полусреднем весе |
| Победа    | 4-0    | Леви Матан     | Решение судей                            | Bellator 209 — Pitbull vs. Sanchez    | 15 ноября 2018   | 3     | 5:00  | Дворец Менора-Мивтахим Тель-Авив, Израиль | Бой в полусреднем весе |
| Победа    | 3-0    | Амос Леви      | Решение судей                            | IMC 2                                 | 20 января 2018   | 3     | 5:00  | Ashdod Sports Center Ашдод, Израиль       | Бой в полусреднем весе |
| Победа    | 2-0    | Рафаэль Аронов | Технический нокаут (удар ногой в голову) | MFC 3                                 | 27 сентября 2017 | 1     | N/A   | Narnia Halls Беэр-Шева, Израиль           | Бой в полусреднем весе |
| Победа    | 1-0    | Юрий Консевич  | Сдача (удушение)                         | KNO World Tour 1                      | 18 мая 2017      | 2     | 2:32  | KNO Arena Ашдод, Израиль                  | Бой в полусреднем весе |
| Победа    | дебют  | Надав Ганон    | Технический нокаут (удары)               | MFC 2                                 | 20 декабря 2016  | 1     | 4:40  | Narnia Halls Беэр-Шева, Израиль           | Бой в полусреднем весе |

## Награды
В 2017 году награждён Министерством культуры и спорта Израиля, как лучший спортсмен года среди юниоров.